# Hargicourt British Cemetery
Le cimetière « Hargicourt British Cemetery » est un des deux cimetières militaires de la Première Guerre mondiale situés sur le territoire de la commune d'Hargicourt, Aisne. Le second est Hargicourt Communal Cemetery Extension.

## Localisation
Ce cimetière est situé au sud-ouest du village, route de Jeancourt, près du terrain des anciennes mines de phosphate et de l'ancienne voie ferrée.

## Historique
Hargicourt fut occupé par les Allemands dès fin août 1914 et resta loin de la ligne de front qui se situait à une trentaine de kilomètres à l'ouest au-delà de Péronne. En mars 1917, l'armée allemande se replie stratégiquement sur la ligne Hindenburg, qui s'appuie sur canal de Saint-Quentin, à quelques kilomètres à l'est d'Hargicourt. Elle fait évacuer les populations civiles et les Allemands détruisent le village avant de l'évacuer.
Hargicourt est pris par les troupes anglaises en avril 1917, mais perdu le 21 mars 1918, puis repris les troupes australiennes le 18 septembre 1918. Le cimetière britannique de Hargicourt fut commencé en mai 1917 et utilisé par les unités de combat jusqu'en mars 1918 ; des sépultures supplémentaires ont été faites en septembre et octobre 1918 et trois tombes britanniques ont été apportées après l'armistice depuis l'étendue allemande du cimetière communal d'Hargicourt. Il a été largement utilisé par la 34e Division, sous le nom de Hargicourt Quarry Cemetery (dérivé de la carrière traversant la ligne de chemin de fer).

## Caractéristique
Il y a maintenant plus de 300 victimes de guerre 1914-18 commémorées dans ce cimetière. Parmi ceux-ci, plus de 30 ne sont pas identifiés et un mémorial spécial est érigé à un soldat britannique connu pour être enterré parmi eux.

## Galerie

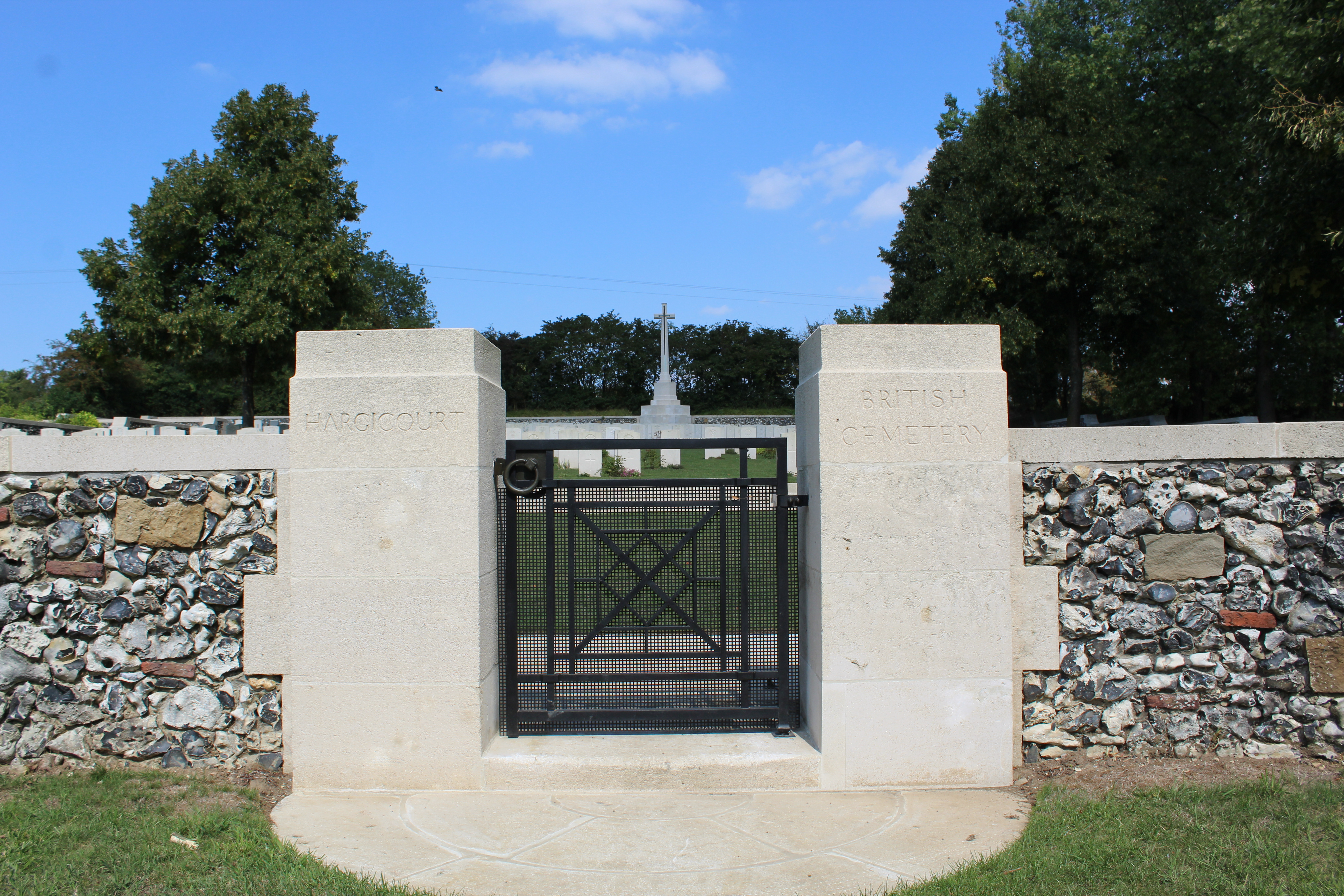
Entrée du cimetière
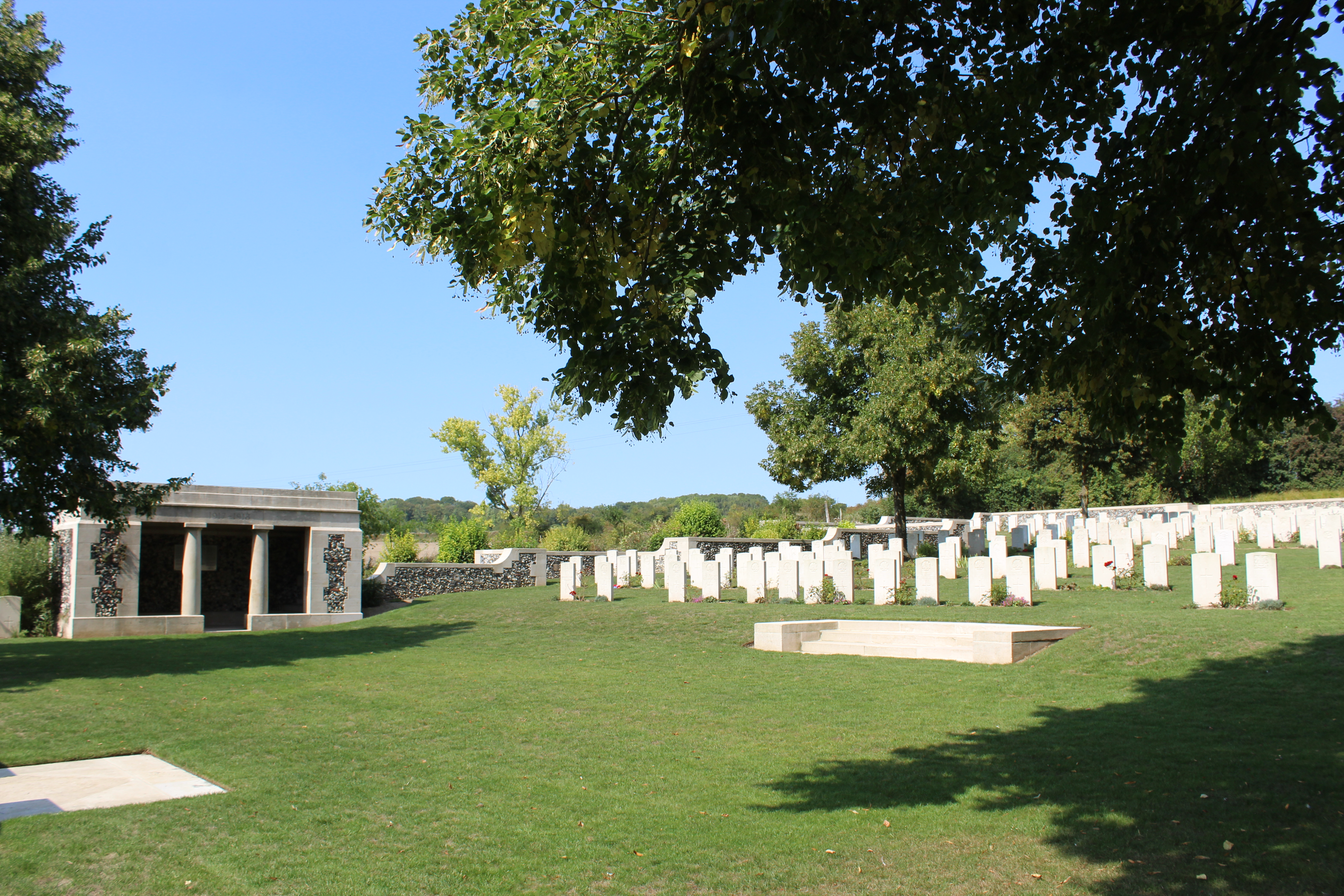
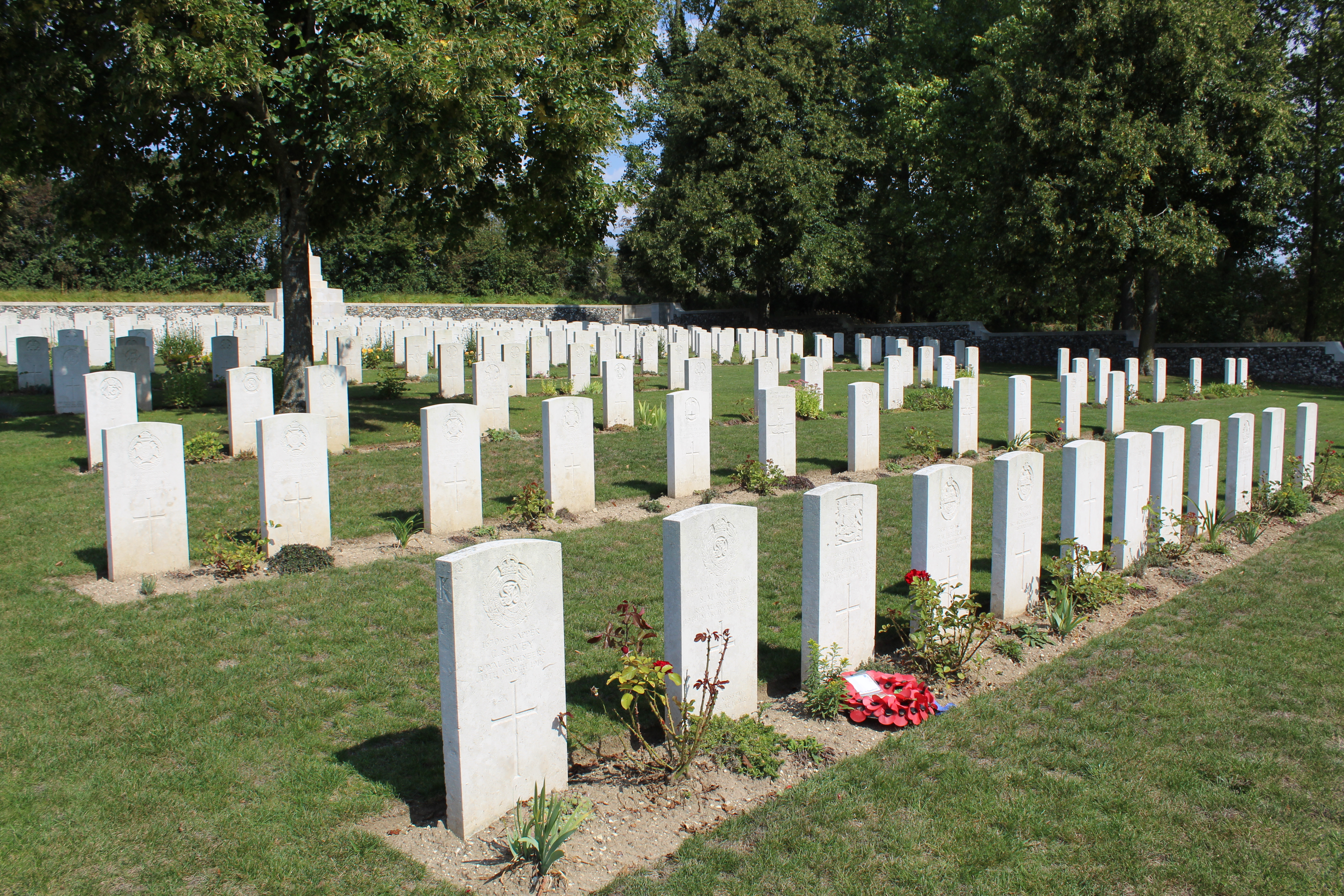
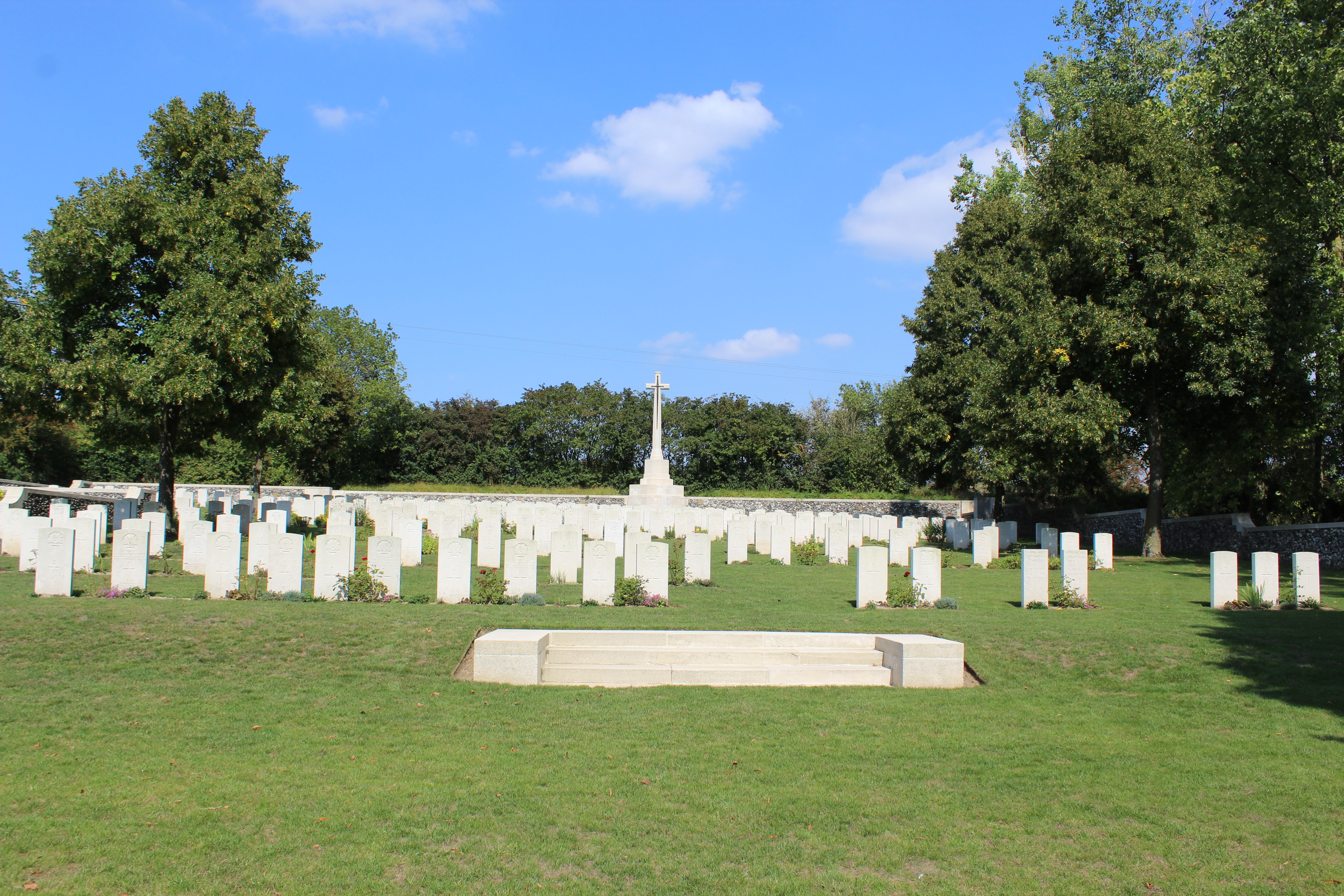
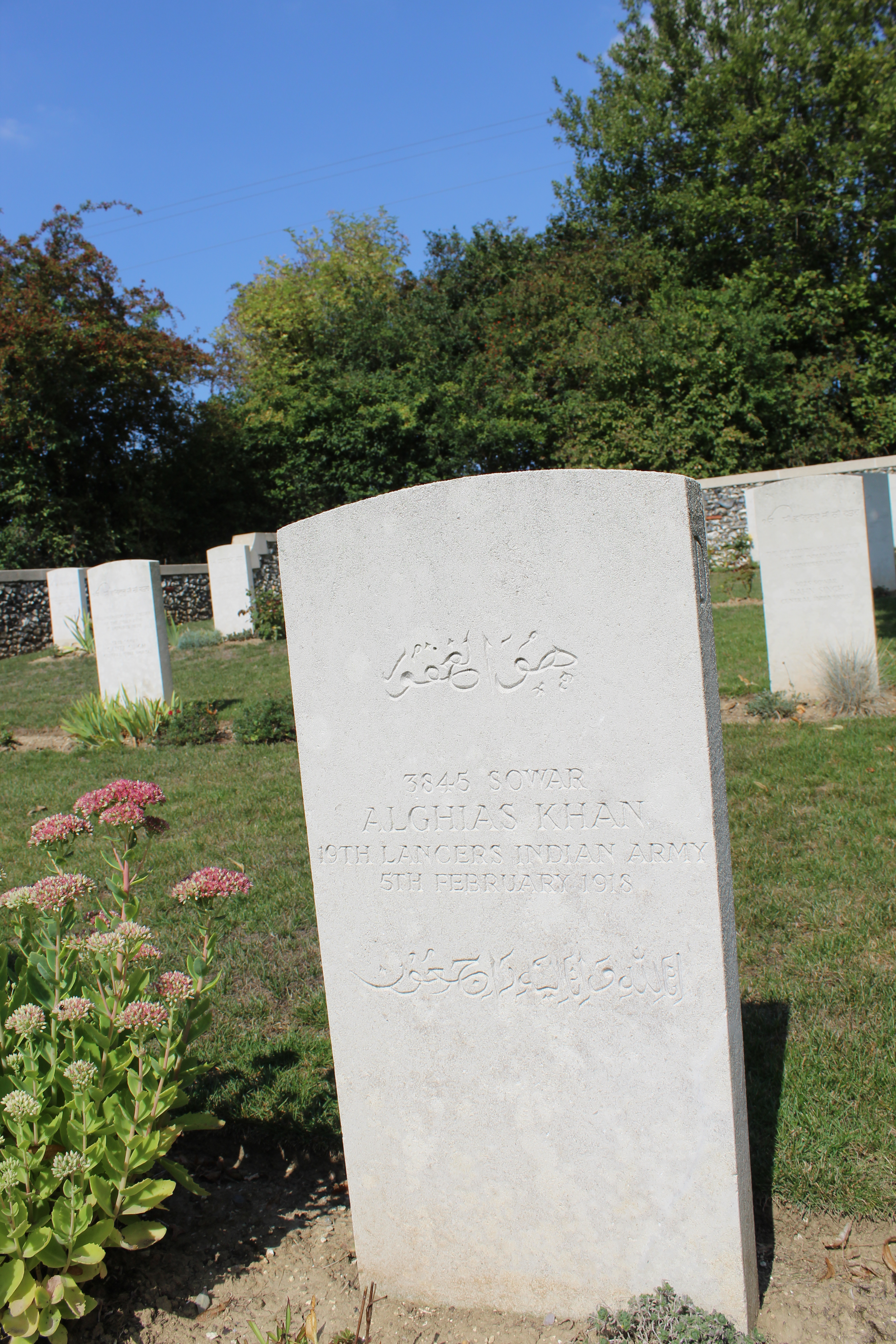
Tombe d'un soldat indien.

## Sépultures
| Pays        | Sépultures |
| ----------- | ---------- |
| Royaume-Uni | 273        |
| Australie   | 15         |
| Inde        | 22         |
| Allemagne   | 2          |
| Total       | 312        |